# 8½
8 1/2 (tal. Otto e Mezzo) je talijanski film, spoj satire i groteske, iz 1963., kojeg je režirao Federico Fellini. Smatra se jednim od najboljih Fellinijevih filmova, ali negdje i kao jedan od najboljih filmova kinematografije. Film nema pravu radnju nego se sve vrti oko metafilmske dosjetke u kojoj jedan talijanski redatelj (Fellinijev alter ego) traži inspiraciju za svoj novi film. Naslov "8 1/2" potječe od broja filmova koje je Fellini to tada snimio.

## Filmska ekipa
Režija: Federico Fellini
Glume: Marcello Mastroianni (Guido Anselmi), Claudia Cardinale (Claudia), Anouk Aimee (Luisa Anselmi), Sandra Milo (Carla), Rosella Falk (Rossella) i dr.

## Radnja
Redatelj Guido Anselmi sanja da je zarobljen u automobilu pa da odjednom lebdi iznad plaže i pada u more. Iznenada se probudi i nađe u bolnici. Mario i njegova ljubavnica Gloria su njegovi prijatelji te ga pitaju kada će snimiti svoj sljedeći film. No Guido nema inspiracije te se nalazi u kreativnoj blokadi. 
Vlakom mu dolazi supruga Luisa s kojom nije u najboljim odnosima, pa mu je puno draža ljubavnica Claudia. Guido se na očekivanja i nagovor obožavatelja odluči na snimanje filma bez gotovog scenarija. Počne snimati scene bez veze te upadati u halucinacije i/ili sjećanja na svoju mladost, nemajući pojma što da učini s unaprijed pripremljenim setom svemirskog broda. Na kraju na konferenciji objavi da odustaje od snimanja filma te da mu treba više vremena da odluči što će dalje.

## Nagrade
- 2 osvojena Oscara (najbolji strani film, kostimi) i 3 nominacije (najboljia scenografija,režija, scenarij).
- Nominacija za BAFTA-u (najbolji strani film).

## Teme
“8 1/2” govori o previranju tijekom kreativnog procesa, koji je istodobno tehničke kao i osobne prirode, te o problemima koji umjetnici doživljavaju kada žele stvoriti nešto osobno, duboko koje će ispuniti sva očekivanja. Oni su svjesni da velika publika promatra i očekuje zadovoljavajući rezultat, što uzrokuje stres a ne pomaže puno ni suženi raspored. Istodobno, umjetnici imaju privatni život s privatnim odnosima koji također utječu na njihov rad. Općenito, radi se o pronalasku istinite, osobne sreće u teškom, kompliciranom životu.

## Utjecaj filma
Redatelj Peter Greenaway je s filmom “8 ½ žena” napravio homage Fellinijevom 8 ½. Woody Allen je svoje filmove “Stardust Memories” i “Razarajući Harry” također oblikovao po ovom filmu. Isto je slučaj i s filmovima “Wicker Park”, “Living in Oblivion”.

## Kritike
Kritičari su velikom većinom pozitivno ocijenili film. Tako je Phil Villarreal u svojoj recenziji napisao: “Federico Fellini je bio tako nevjerojatno kreativan da je, kada je postao mentalno blokiran, pretvorio tu svoju unutrašnju borbu u fenomenalno remek-djelo samoanalize…Nakon “Slatkog života” (1960.), Fellini nije znao što učiniti sljedeće. Stekao je uspjeh, slavu i reputaciju o kojoj je sanjao, a to ga je prestrašilo. Njegov um je bio tornado vlastite sumnje u sebe, ambicije, izgorijevanja i krivnje, te je pao u dubine za svoj sljedeći film, koji je obilježio tranziciju prema neobičnim, apstraktnim prizorima…Kroz Guida, Fellini je prepoznao gorku istinu o čovječanstvu; nakon dostizanja nekog potpunog ispunjenja – bilo to romantične ili poslovne prirode – pohlepni um čovjeka samo traži još više. Bio je to genij Fellinija da uhvati unutrašnju borbu za našu meditaciju i zabavu”, kao i Desson Thompson: “Nekako, ovaj film je više od zastarjele krize umjetnika koji kontemplira. To je više o nesposobnosti svih nas da pronađemo smisao u našim životima, stavimo ga u kontekst i dođemo s nečim značajnim”. Roger Ebert je također jedan od poklonika ostvarenja: “8 1/2” je najbolji film ikada snimljen o snimanju filma…Vidio sam “8 1/2” više puta, a moja naklonost za film samo raste. On čini ono što je nemoguće; Fellini je čarobnjak koji razgovara, otkriva, objašnjava i razrađuje svoje trikove, dok nas istodobno još uvijek zavarava s njima. Pravi se da ne zna što želi ili kako da to ostvari, a film dokazuje da točno zna”. S druge strane, John Esther je bio suzdržan u ocjenjivanju: “Ovo je najprecijenjeniji film svih vremena”.

## Vanjske poveznice
- 8½ u internetskoj bazi filmova IMDb-a
- Recenzije na Rottentomatoes.com
- Esej o film - Federico Fellini
- Esej o filmu – Tulio Kezich
- 100 najboljih filmova po časopisu Time  Arhivirana inačica izvorne stranice od 17. rujna 2006. (Wayback Machine)